# 杜韋·麥尼爾
杜韋·占士·馬修·麥尼爾（英語：Dwight James Matthew McNeil，1999年11月22日—）是一名英格蘭職業足球員，主要司職，現時效力英超球會愛華頓。

## 球會生涯

### 早期生涯
麥尼爾於大曼徹斯特郡出生。他在年幼時已開始在場邊觀看父親馬修·麥尼爾效力半職業球隊，並在零售品牌JJB體育的運動中心參與足球活動。他在一次足球賽事中被當地球會保頓的球探發掘並獲邀參與試訓，儘管麥尼爾的父母親在一開始反對，他最終仍被他們允許參與保頓青年隊的訓練。
麥尼爾在5歲時加入了自小支持的曼聯的青訓學院，直至他在14歲時被球隊放棄。

### 般尼
2014年，麥尼爾在被曼聯放棄後的一個星期內便獲般尼邀請參加試訓。他在試訓成功後加入般尼的青訓學院。
他在2016和般尼簽下2年的學徒合約，並於2018年2月首次隨隊作客史雲斯，但最後未獲列入出場名單。同年4月，麥尼爾與般尼簽下了他的首張職業合約，為期兩年，另設有續約一年的選項。他於2017–18賽季的最後一場比賽，般尼主場對般尼茅夫的比賽中上演職業生涯地標戰，在比賽末段後備入替，球隊最終以1-2敗北。
2018年8月30日，麥尼爾在對陣的歐霸盃附加賽圈中首次正選上陣，般尼最終以1-1賽和對手。同年9月2日，他在對陣前球會曼聯的英超比賽中首次在英超正選上陣，但未能阻止球隊以0-2落敗。麥尼爾在12月30日對陣韋斯咸的比賽中射入生涯首個入球，協助球隊以2–0擊敗對手。
麥尼爾在2020年10月16日和般尼續約至2024年。

### 愛華頓
2022年7月28日，愛華頓與未能護級的般尼達成協議，以可達2000萬英鎊的轉會費簽入麥尼爾，合約為期5年。同年8月6日，麥尼爾於主場對車路士的比賽中上演地標戰，球隊最終以0-1敗北。他在10月1日對陣修咸頓的比賽中首次為球隊入球，協助愛華頓以2–1擊敗護級對手。
2023年5月8日，麥尼爾在對陣白禮頓的比賽中梅開二度，兼造成一球烏龍球，帶領愛華頓以5–1大勝，並憑此勝仗離開降班區。他在2022–23賽季共在英超為愛華頓射入七個入球，為隊內最多入球的球員，並協助球隊護級成功。
2024年9月28日，麥尼爾在主場對陣水晶宮的2–1勝仗中射入兩個入球，為愛華頓取得2024–25賽季的首場勝仗。

## 國家隊生涯
2019年3月，麥尼爾首次獲英格蘭U20徵召，並在對陣波蘭的歐洲U20精英聯賽比賽中首次上陣。同年5月，他被納入英格蘭U20的2019年土倫盃參賽陣容，及後在對陣危地马拉的4–0勝仗中首次為英格蘭U20入球。
2019年8月30日，麥尼爾首次被英格蘭U21徵召，並在對陣斯洛文尼亞的比賽中上演地標戰。
2021年3月，麥尼爾入選英格蘭的2021年U21歐洲國家盃參賽名單。他在小組賽階段全勤，但未能阻止英格蘭小組墊底出局。

## 個人生活
麥尼爾的父親馬修·麥尼爾曾效力英格蘭低組別聯賽球會。

## 生涯統計
最後更新：2023年5月28日
| 效力球會 | 球季     | 聯賽     | 聯賽 | 聯賽 | 國家盃賽 | 國家盃賽 | 聯賽盃賽 | 聯賽盃賽 | 歐洲賽 | 歐洲賽 | 總計 | 總計 |
| 效力球會 | 球季     | 聯賽     | 上陣 | 入球 | 上陣     | 入球     | 上陣     | 入球     | 上陣   | 入球   | 上陣 | 入球 |
| -------- | -------- | -------- | ---- | ---- | -------- | -------- | -------- | -------- | ------ | ------ | ---- | ---- |
| 般尼     | 2017–18  | 英超     | 1    | 0    | 0        | 0        | 0        | 0        | —      | —      | 1    | 0    |
| 般尼     | 2018–19  | 英超     | 21   | 3    | 2        | 0        | 1        | 0        | 2      | 0      | 26   | 3    |
| 般尼     | 2019–20  | 英超     | 38   | 2    | 1        | 0        | 1        | 0        | —      | —      | 40   | 2    |
| 般尼     | 2020–21  | 英超     | 36   | 2    | 2        | 0        | 2        | 0        | —      | —      | 40   | 2    |
| 般尼     | 2021–22  | 英超     | 38   | 0    | 0        | 0        | 2        | 0        | —      | —      | 40   | 0    |
| 般尼     | 總計     | 總計     | 134  | 7    | 5        | 0        | 6        | 0        | 2      | 0      | 147  | 7    |
| 愛華頓   | 2022–23  | 英超     | 36   | 7    | 1        | 0        | 2        | 0        | —      | —      | 39   | 7    |
| 愛華頓   | 2023–24  | 英超     | 35   | 3    | 3        | 0        | 3        | 0        | —      | —      | 41   | 3    |
| 愛華頓   | 2024–25  | 英超     | 13   | 3    | 0        | 0        | 2        | 1        | —      | —      | 15   | 4    |
| 愛華頓   | 總計     | 總計     | 84   | 13   | 4        | 0        | 7        | 1        | —      | —      | 95   | 14   |
| 生涯總計 | 生涯總計 | 生涯總計 | 218  | 20   | 9        | 0        | 13       | 1        | 2      | 0      | 242  | 21   |

1. ↑  於歐霸盃賽事上陣。

## 榮譽

### 個人
- 般尼賽季最佳青年隊球員：2017–18[30][31]
- 愛華頓賽季最佳青年球員：2022–23[17]
- PFA社區冠軍獎：2022–23[32]